# Cenostigma
Cenostigma, rod mahunarki i suptropskoj i tropskoj Americi. Postoji nekoliko vrsta grmova i drveća.

## Vrste
1. Cenostigma bracteosum (Tul.) Gagnon & G.P.Lewis,
2. Cenostigma eriostachys (Benth.) Gagnon & G.P.Lewis
3. Cenostigma gaumeri (Greenm.) Gagnon & G.P.Lewis
4. Cenostigma laxiflorum (Tul.) Gagnon & G.P.Lewis
5. Cenostigma macrophyllum Tul.
6. Cenostigma marginatum (Tul.) Gagnon & G.P.Lewis
7. Cenostigma microphyllum (Mart. ex G.Don) Gagnon & G.P.Lewis
8. Cenostigma myabense (Britton) Gagnon & G.P.Lewis
9. Cenostigma nordestinum Gagnon & G.P.Lewis
10. Cenostigma pellucidum (Vogel) Gagnon & G.P.Lewis
11. Cenostigma pinnatum (Griseb.) Gagnon & G.P.Lewis
12. Cenostigma pluviosum (DC.) Gagnon & G.P.Lewis
13. Cenostigma pyramidale (Tul.) Gagnon & G.P.Lewis
14. Cenostigma tocantinum Ducke